# ウミウサギ
ウミウサギ（海兎）、学名 Ovula ovum は、吸腔目ウミウサギガイ科に分類されるウミウサギ属の一種。和名は純白の外観が白いウサギを思わせることによる。系統的にタカラガイに近い。

## 形態
殻高は30mm-120mm程度。殻は強い光沢を放つ純白で滑らか。その白さがウサギを連想させることからウミウサギの和名がついた。外唇は厚く、内側に向かって細かな襞がある。水管溝は両端ともに突出する。殻口内は紫褐色、あるいはチョコレート色。その殻の色とは裏腹に外套膜は漆黒で、星を散りばめたかのような白点を有する。幼貝は成貝と異なり、外套膜上に突起を有する。ウミウサギガイ科の中では普通種であり基本種である。

## 分布・生態
インド太平洋（太平洋、インド洋、紅海）に広く分布する。日本では紀伊半島以南のサンゴ礁で見られる。サンゴ礁の水深数メートルから20ｍにかけてを生息地とする。ウミトサカ類（カタトサカやウミキノコ）の上に生息する。ウミトサカの食害された痕跡をたどると見つかることもある。

## 人との関係
近縁のタカラガイと同様にコレクションの対象となる。以前は太平洋諸島に住まう人々の装飾に使われてきた。また、アクセサリーとしてだけではなく魔除けを目的とする呪具にも用いられた。そのため、パプアニューギニアやニューカレドニアでは切手の意匠に採用されている。
本邦では、江戸時代後期の本草学者武蔵石壽もその著書『目八譜』の中で本種を含むウミウサギ科を一冊にわたり詳説している。

## ギャラリー

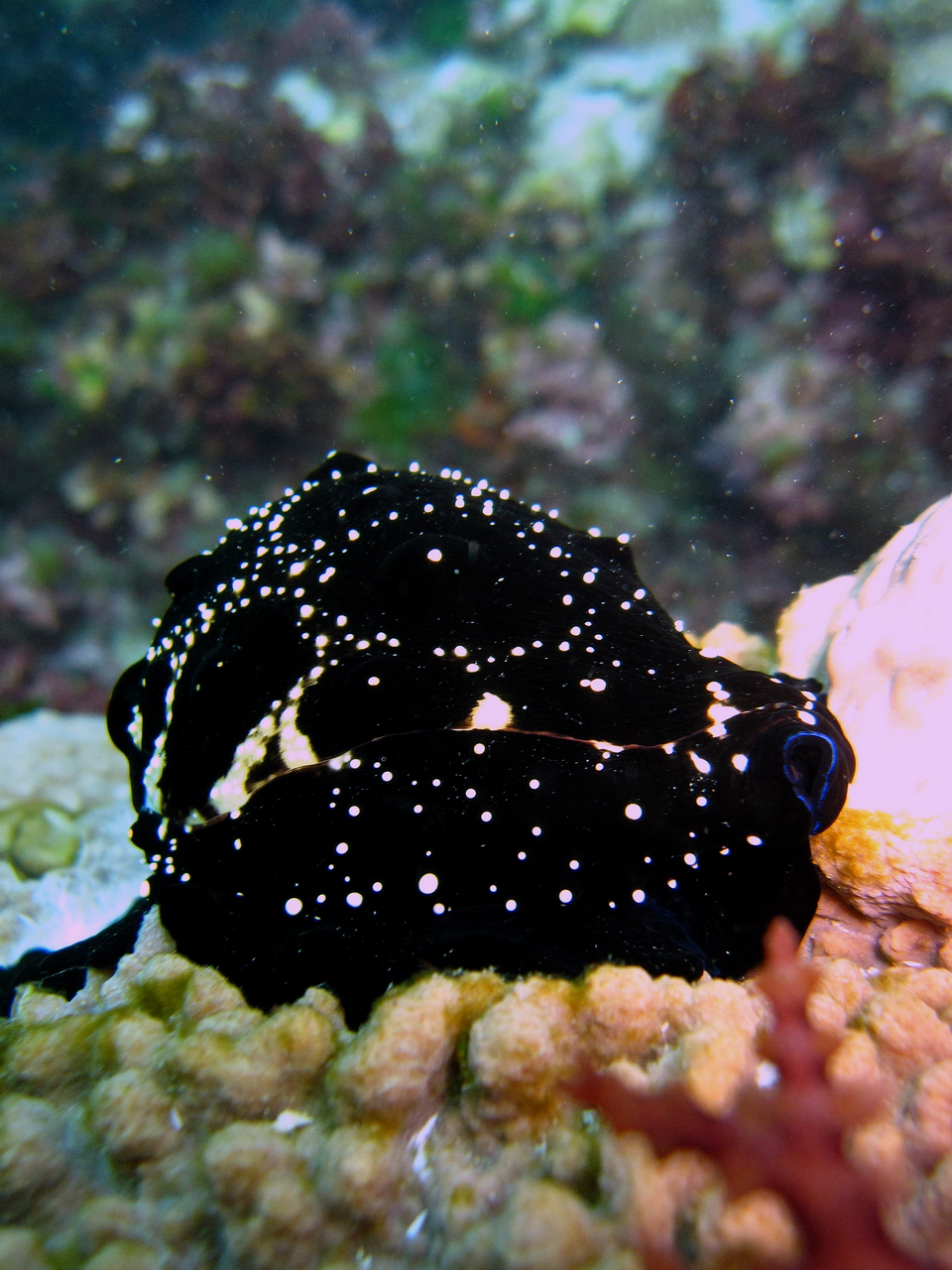
外套膜に覆われたウミウサギ。漆黒に白点が特徴的。
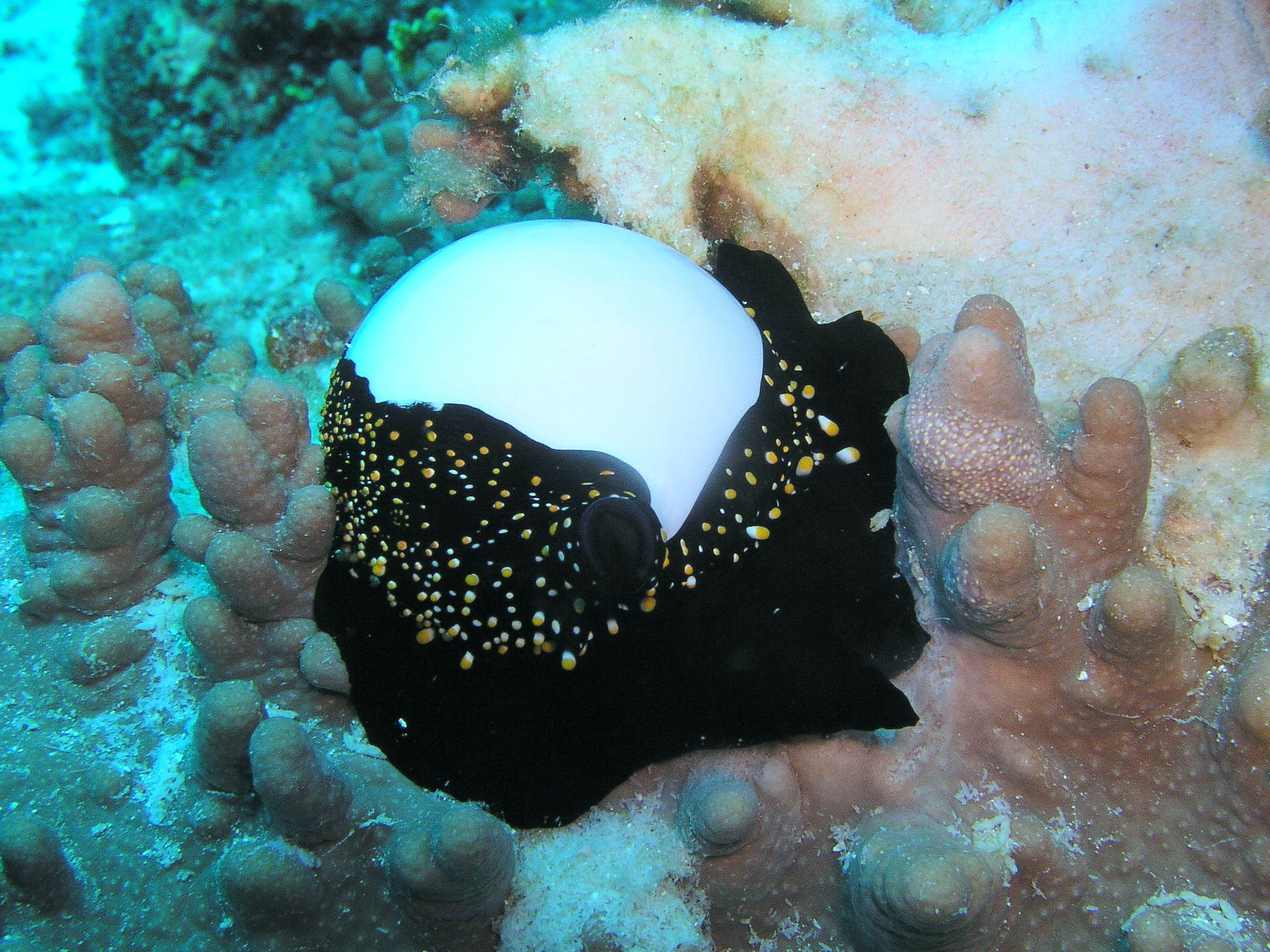
外套膜の中に純白な殻が認められる。